# یواس‌اس جی-۴ (اس‌اس-۲۶)
یواس‌اس جی-۴ (اس‌اس-۲۶) (به انگلیسی: USS G-4 (SS-26)) زیردریایی که طول آن ۱۵۷ فوت ۶ اینچ (۴۸٫۰۱ متر) می باشد. این زیردریایی در سال ۱۹۱۲ ساخته شده است.